# Eccellenza Campania 2023-2024
Il campionato italiano di calcio di Eccellenza regionale 2023-2024 è la trentatreesima edizione del campionato di Eccellenza. Rappresenta il quinto livello del campionato italiano e il primo a livello regionale.

## Stagione

### Avvenimenti
Il Campionato Regionale di Eccellenza campana 2023-2024 è strutturato sulla base di due gironi da 18 squadre. A fronte delle due promozioni in Serie D, dalla stessa sono retrocesse quattro formazioni campane: il Nola, la Puteolana, il Real Aversa e la Mariglianese. A compensazione delle otto retrocessioni in Promozione, dalla stessa salgono sei società, Castelvolturno, Santa Maria La Carità, Apice, Calpazio, Rione Terra e Pro Sangiorgese.

### Cambi di denominazione
Di seguito sono riportati i club che hanno effettuato il cambio di denominazione societario:
- da Atletico Calcio ad A.C. Afragolese
- da A.S.D. Maddalonese 1919 a A.S.D. Casoria Calcio 2023
- da A.S.S.C. Ercolanese 1924 a A.S.D. Montecalcio Club
- da CSDS Napoli United a CSDS Quarto Afrograd
- da A.S.D. Virtus Volla a A.S.D. Sapri Calcio
- da Polisportiva Dilettantistica Lioni a A.S.D. Sarnese 1926

## Girone A

### Squadre partecipanti
Di seguito sono riportati i club e gli stadi in cui disputeranno gli incontri casalinghi:
| Club                              | Città                  | Stadio                                  | Stagione precedente                               |
| --------------------------------- | ---------------------- | --------------------------------------- | ------------------------------------------------- |
| A.S.D. Atletico Calcio Afragolese | Afragola (NA)          | Stadio Luigi Moccia                     | 8º in Eccellenza Campania/A                       |
| A.S.D. Albanova Calcio            | Casal di Principe (CE) | Stadio Angelo Scalzone                  | 4º in Eccellenza Campania/A                       |
| A.S.D. Casoria Calcio 2023        | Casoria (NA)           | Stadio San Mauro                        | 10º in Eccellenza Campania/A                      |
| A.S.D. Castelvolturno Calcio      | Castel Volturno (CE)   | Stadio Salvatore Conte (Mondragone)     | 1º in Promozione Campania, promosso               |
| A.S.D. SS Ercolanese 1924         | Ercolano (NA)          | Stadio Raffaele Solaro                  | 5º in Eccellenza Campania/A                       |
| A.S.D UC Givova Capri Anacapri    | Capri (NA)             | Stadio S. Costanzo                      | 13º in Eccellenza Campania/A                      |
| S.S.D. Mariglianese               | Marigliano (NA)        | Stadio Santa Maria delle Grazie         | 18º in Serie D/I, retrocessa                      |
| Montecalcio Club                  | Monte di Procida (NA)  | Stadio Vezzuto Marasco                  | 11º in Eccellenza Campania/B                      |
| F.C. S.S. Nola 1925               | Nola (NA)              | Stadio Sporting Club                    | 17º in Serie D/G, retrocesso                      |
| A.S.D. Pomigliano                 | Pomigliano d'Arco (NA) | Stadio Ugo Gobbato                      | 14º in Eccellenza Campania/A, salvo ai play-out   |
| A.S.D. F.C. Pompei                | Pompei (NA)            | Stadio Bellucci                         | 3º in Eccellenza Campania/A                       |
| A.S.D. Puteolana 1902             | Pozzuoli (NA)          | Stadio Domenico Conte                   | 18º in Serie D/H, retrocessa                      |
| CSDS Quarto Afrograd              | Quarto (NA)            | Stadio Giarrusso                        | 6º in Eccellenza Campania/A                       |
| A.S.D. Real Acerrana 1926         | Acerra (NA)            | Stadio Arcoleo                          | 9º in Eccellenza Campania/A                       |
| A.S.D. Real Aversa 1925           | Aversa (CE)            | Stadio Augusto Bisceglia                | 16º in Serie D/I, retrocesso dopo play-out        |
| A.S.D. Real Forio 2014            | Forio (NA)             | Stadio S. Calise                        | 12º in Eccellenza Campania/A                      |
| A.S.D. Rione Terra                | Pozzuoli (NA)          | Stadio Tony Chiovato (Bacoli)           | 4º in Promozione Campania, promosso dopo play-off |
| A.S.D. AC Savoia 1908             | Torre Annunziata (NA)  | Stadio Comunale Vittorio Papa (Cardito) | 11º in Eccellenza Campania/A                      |

### Classifica
Aggiornata al 28 aprile 2024.
|  | Pos. | Squadra               | Pt      | G  | V  | N  | P  | GF | GS | DR  |
|  | ---- | --------------------- | ------- | -- | -- | -- | -- | -- | -- | --- |
|  | 1.   | Acerrana              | 74      | 30 | 23 | 5  | 2  | 62 | 10 | +52 |
|  | 2.   | Pompei                | 66      | 30 | 20 | 6  | 4  | 56 | 24 | +32 |
|  | 3.   | Nola                  | 63      | 30 | 18 | 9  | 3  | 62 | 26 | +36 |
|  | 4.   | Puteolana             | 47      | 30 | 13 | 8  | 9  | 40 | 30 | +10 |
|  | 5.   | Afragolese            | 43      | 30 | 11 | 10 | 9  | 40 | 32 | +8  |
|  | 6.   | Montecalcio           | 42      | 30 | 11 | 9  | 10 | 42 | 42 | 0   |
|  | 7.   | Castelvolturno        | 39      | 30 | 10 | 9  | 11 | 44 | 47 | -3  |
|  | 8.   | Ercolanese            | 38      | 30 | 10 | 8  | 12 | 28 | 36 | -8  |
|  | 9.   | Givova Capri Anacapri | 37      | 30 | 9  | 10 | 11 | 36 | 40 | -4  |
|  | 10.  | Quarto Afrograd       | 35      | 30 | 9  | 8  | 13 | 35 | 48 | -13 |
|  | 11.  | Albanova              | 35      | 30 | 10 | 5  | 15 | 39 | 54 | -15 |
|  | 12.  | Mariglianese          | 34      | 30 | 9  | 7  | 14 | 47 | 60 | -13 |
|  | 13.  | Savoia                | 34      | 30 | 9  | 7  | 14 | 31 | 42 | -11 |
|  | 14.  | Real Forio            | 34      | 30 | 9  | 7  | 14 | 29 | 37 | -8  |
|  | 15.  | Pomigliano            | 25      | 30 | 6  | 7  | 17 | 30 | 54 | -24 |
|  | 16.  | Rione Terra           | 14      | 30 | 3  | 5  | 22 | 22 | 61 | -39 |
|  | 17.  | Real Aversa           | Rit.    | -  | -  | -  | -  | -  | -  | -   |
|  | 18.  | Casoria 2023 (-3)     | Escluso | -  | -  | -  | -  | -  | -  | -   |

Legenda:
      Promosso in Serie D.
      Ammesso ai play-off nazionali.
 Ai play-off o ai play-out.
      Retrocesso in Promozione.
Note:
Il Casoria ha scontato 3 punti di penalizzazione.
Il Casoria, a seguito della 5ª rinuncia, è stato escluso dal campionato.
Il Real Aversa è stato ritirato dal campionato.
Regolamento:
Tre punti a vittoria, uno a pareggio, zero a sconfitta.
In caso di arrivo di due o più squadre a pari punti, la graduatoria verrà stilata secondo la classifica avulsa tra le squadre interessate che prevede, in ordine, i seguenti criteri:
- Punti negli scontri diretti
- Differenza reti negli scontri diretti
- Differenza reti generale
- Reti realizzate in generale
- Sorteggio

### Spareggi

#### Play-off

##### Finale
|        | Risultati |      | Luogo e data           |
| ------ | --------- | ---- | ---------------------- |
| Pompei | 2-0       | Nola | Pompei, 12 maggio 2024 |

#### Play-out
|            | Risultati |            | Luogo e data          |
| ---------- | --------- | ---------- | --------------------- |
| Real Forio | 4-2       | Pomigliano | Forio, 12 maggio 2024 |

## Girone B

### Squadre partecipanti
Di seguito sono riportati i club e gli stadi in cui disputeranno gli incontri casalinghi:
| Club                               | Città                      | Stadio                                    | Stagione precedente                               |
| ---------------------------------- | -------------------------- | ----------------------------------------- | ------------------------------------------------- |
| U.S. Agropoli                      | Agropoli (SA)              | Stadio Comunale Raffaele Guariglia        | 2° in Eccellenza Campania/B                       |
| U.S.D. Apice Calcio 1964           | Apice (BN)                 | Stadio comunale Perriello-Zampelli        | 1° in Promozione Campania/C, promosso             |
| A.S.D. Audax Cervinara Calcio      | Cervinara (AV)             | Stadio A. Canada                          | 4º in Eccellenza Campania/B                       |
| A.S.D. Buccino Volcei              | Buccino (SA)               | Stadio Paolino Via                        | 14° in Eccellenza Campania/B, salvo ai play-out   |
| A.S.D. Calpazio                    | Capaccio Paestum (SA)      | Stadio Comunale Tenente Vaudano           | 1° in Promozione Campania/D, promosso             |
| A.S.D. Città di Solofra            | Solofra (AV)               | Stadio A. Gallucci                        | 5º in Eccellenza Campania/B                       |
| ASD.FC Costa D'Amalfi              | Amalfi (SA)                | Stadio San Martino (Maiori)               | 7° in Eccellenza Campania/B                       |
| A.S.D. Giffoni Sei Casali          | Giffoni Sei Casali (SA)    | Stadio Gregorio Giannattasio (Prepezzano) | 8° in Eccellenza Campania/B                       |
| A.S.D. Pro Sangiorgese             | Castel San Giorgio (SA)    | Stadio Domenico Sessa                     | 2° in Promozione Campania/D, promosso ai play-off |
| A.S.D. Rossoblu Castel San Giorgio | Castel San Giorgio (SA)    | Stadio Domenico Sessa                     | 12° in Eccellenza Campania/B                      |
| A.S.D. AC Sant'Antonio Abate 1971  | Sant'Antonio Abate (NA)    | Stadio VIgilante Varone                   | 7º in Eccellenza Campania/A                       |
| A.S.D. Salernum Baronissi          | Baronissi (SA)             | Stadio G. Figliolia (Sava)                | 12° in Eccellenza Campania/C                      |
| A.C.D. Santa Maria La Carità       | Santa Maria la Carità (NA) | Stadio Comunale                           | 1° in Promozione Campania/B, promosso             |
| A.S.D. Sapri Calcio                | Sapri (SA)                 | Stadio Matteo Covone                      | 2º in Eccellenza Campania/A                       |
| A.S.D. Sarnese 1926                | Sarno (SA)                 | Stadio Comunale Felice Squitieri          | 10º in Eccellenza Campania/B                      |
| A.S.D. Scafatese Calcio 1922       | Scafati (SA)               | Stadio comunale 28 settembre 1943         | 3° in Eccellenza Campania/B                       |
| A.S.D. U.S. Faiano 1965            | Pontecagnano Faiano (SA)   | Stadio 23 giugno 1978                     | 16° in Eccellenza Campania/B, salvo ai play-out   |
| U.S.D. Virtus Avellino 2013        | San Michele di Serino (AV) | Stadio comunale                           | 6º in Eccellenza Campania/B                       |

### Classifica
Aggiornata al 24 aprile 2024.
|  | Pos. | Squadra               | Pt | G  | V  | N  | P  | GF | GS | DR  |
|  | ---- | --------------------- | -- | -- | -- | -- | -- | -- | -- | --- |
|  | 1.   | Sarnese               | 79 | 34 | 23 | 10 | 1  | 78 | 26 | +52 |
|  | 2.   | Castel San Giorgio    | 74 | 34 | 22 | 8  | 4  | 57 | 22 | +35 |
|  | 3.   | Costa d'Amalfi        | 66 | 34 | 18 | 12 | 4  | 56 | 27 | +29 |
|  | 4.   | Scafatese             | 63 | 34 | 19 | 6  | 9  | 59 | 30 | +29 |
|  | 5.   | Buccino Volcei        | 62 | 34 | 18 | 8  | 8  | 49 | 28 | +21 |
|  | 6.   | Agropoli              | 50 | 34 | 14 | 8  | 12 | 40 | 40 | 0   |
|  | 7.   | Giffoni Sei Casali    | 48 | 34 | 14 | 6  | 14 | 35 | 42 | -7  |
|  | 8.   | Santa Maria La Carità | 43 | 34 | 12 | 7  | 15 | 40 | 52 | -12 |
|  | 9.   | Audax Cervinara       | 42 | 34 | 11 | 9  | 14 | 34 | 51 | -17 |
|  | 10.  | Virtus Avellino       | 40 | 34 | 9  | 13 | 12 | 39 | 50 | -11 |
|  | 11.  | Calpazio              | 40 | 34 | 9  | 13 | 12 | 33 | 39 | -6  |
|  | 12.  | Solofra               | 38 | 34 | 10 | 8  | 16 | 34 | 49 | -14 |
|  | 13.  | Salernum Baronissi    | 37 | 34 | 10 | 7  | 17 | 33 | 39 | -6  |
|  | 14.  | Sapri                 | 37 | 34 | 10 | 7  | 17 | 41 | 50 | -10 |
|  | 15.  | Apice                 | 36 | 34 | 9  | 9  | 16 | 45 | 52 | -7  |
|  | 16.  | Sant'Antonio Abate    | 36 | 34 | 8  | 12 | 14 | 29 | 38 | -9  |
|  | 17.  | Pro Sangiorgese       | 34 | 34 | 7  | 13 | 14 | 32 | 44 | -12 |
|  | 18.  | Faiano                | 12 | 34 | 2  | 6  | 26 | 26 | 81 | -55 |

Legenda:
      Promosso in Serie D.
      Ammesso ai play-off nazionali.
 Ai play-off o ai play-out.
      Retrocesso in Promozione.
Regolamento:
Tre punti a vittoria, uno a pareggio, zero a sconfitta.
In caso di arrivo di due o più squadre a pari punti, la graduatoria verrà stilata secondo la classifica avulsa tra le squadre interessate che prevede, in ordine, i seguenti criteri:
- Punti negli scontri diretti
- Differenza reti negli scontri diretti
- Differenza reti generale
- Reti realizzate in generale
- Sorteggio

#### Play-off

##### Semifinali
|                | Risultati |           | Luogo e data          |
| -------------- | --------- | --------- | --------------------- |
| Costa d'Amalfi | 1-0       | Scafatese | Maiori, 5 maggio 2024 |
|                |           |           |                       |

##### Finale
|                             | Risultati |                | Luogo e data                       |
| --------------------------- | --------- | -------------- | ---------------------------------- |
| Rossoblu Castel San Giorgio | 0-1       | Costa d'Amalfi | Castel San Giorgio, 12 maggio 2024 |
|                             |           |                |                                    |

#### Play-out
|                    | Risultati |                    | Luogo e data              |
| ------------------ | --------- | ------------------ | ------------------------- |
| Sapri              | 0-2       | Apice              | Sapri, 5 maggio 2024      |
| Salernum Baronissi | 0-2       | Sant'Antonio Abate | Baronissi, 12 maggio 2024 |
|                    |           |                    |                           |